# مدرسه سعادت
مدرسه سعادت یا مدرسه سعادت مظفری مربوط به دوره قاجار است و در بوشهر، خیابان امام، روبروی میدان معلم در محله کوتی قرار دارد که در سال ۱۲۷۸ تأسیس شده‌است. این اثر در تاریخ ۱۱ بهمن ۱۳۷۸ با شمارهٔ ثبت ۲۵۷۸ به‌عنوان یکی از آثار ملی ایران به ثبت رسیده‌است.

## تاریخچه
این مدرسه در سال ۱۲۷۸ ش به سبک نوین آموزشی تأسیس شد که از نظر تاریخی مادر مدارس جنوب ایران است. بافت مدرسه سعادت همانند بافت مرکزی شهر بوشهر زیبایی خیره‌کننده‌ای دارد.دبیرستان ادب اولین دبیرستان خاورمیانه و در شهر اصفهان در سال ۱۲۴۹ تاسیس شدو به کالج انگلیسها معروف بود و حدود ۳۰ سال بعد دبیرستان البرز در تهران که به کالج آمریکاییها معروف بود تأسیس شد و در همان ایام اولین کالج و دبیرستان دخترانه ایران یعنی  بهشت آیین در اصفهان و دبیرستان زیبای سعادت بوشهر افتتاح شدند 
مدرسه سعادت  ابتدا به وسیله احمدخان دریابیگی حکمران وقت بوشهر و بنادر خلیج فارس و عمانات در مرکز بوشهر و نزدیک حسینیه (برحه کازرونی‌ها) تأسیس می‌شود. در این مورد می‌خوانیم که:
«در ابتدای کار، دریابیگی، خانهٔ «حاج محمد حسین صفر» را که در مرکز بوشهر و نزدیک حسینیه (برحه کازرونی‌ها)، واقع شده بود، به منظور تشکیل مدرسه اجاره می‌کند و آقای محمد باقر بهبهانی را که مدت‌ها منشی تجارتخانهٔ ملک التجار بود، با میرزا حسین فاضل اهرمی متخلص به معتقد، و میرزا علی، و میرزا آقا دلال شیرازی را به سرپرستی و ارشاد بیست تن از کودکان دشتی و تنگستان، وامی‌دارد و اینان مدرسه‌ای را به طریق مکتب‌خانه در دو اتاق خانهٔ یادشده بر روی گلیم برگزار می‌کنند و در نخستین مرحله، قرائت جزو اول قرآن را به کودکان یادشده تعلیم می‌دهند. این کودکان عموماً تهیدست و بی‌سرپرست بوده، به همین جهت علاوه بر فراگرفتن درس، اطعام و نگهداری می‌شوند.»
بعد از آقای محمد باقر بهبهانی، آقایان شیخ محمدحسین سعادت و برادرش شیخ عبدالکریم سعادت از معلمین اولیه بودند.
به جهت کمک‌های نقدی مظفرالدین شاه که به درخواست دریابیگی صورت گرفت، این مدرسه به سعادت مظفری مشهور شد.

### برخوردهای اولیه و پاره‌ای کارشکنی‌ها در ایجاد مدرسه سعادت
بر طبق یک نظر، به دلیل کارشکنی‌های عده‌ای، درابتدا مدرسه مورد استقبال قرار نمی‌گیرد:
«اهالی بوشهر، در ابتدای امر، نه‌تنها هیچ واکنش مثبتی نسبت به تشکیل مدرسه نشان نمی‌دهند، بلکه در مدت دو ماهی که از تأسیس آن می‌گذرد، حتی برای نمونه یک نفر هم پیدا نمی‌شود تا فرزندش را به مدرسه بفرستد. بدین ترتیب، مدرسه مورد انتقاد بدخواهان و بدگویان واقع شده، آنان با دامن زدن به شایعات بی‌اساس، در پی دلسرد نمودن مؤسسان آن برمی‌آیند.»
«باری عدم استقبال اهالی بوشهر در ابتدای کار مدرسه، تا اندازه‌ای طبیعی می‌نماید، چراکه عدم آگاهی مردم دربارهٔ معارف جدید از یک سو و مخالفت‌های گروهی دیگر که در این دوره، مدارس جدید را در سطح مملکت، خانه شیاطین می‌نامیدند و آن را مرکز فساد و فرنگی‌مآبی می‌شمردند از سوی دیگر جملگی عواملی است که در مجموع حالت رمیدگی و عدم تطابق مردم را با معارف جدید، طبیعی نشان می‌دهد.»

### رفع کارشکنی‌ها و جذب موافقت مردم و اجازه تدریس زبان خارجی از مراجع
پس از فتح لنگه، احمدخان دریابیگی برای رفع کارشکنی‌ها در نامه‌ای به نیرالملک که وزارت معارف جدید ایران را در دوره میرزا علی‌خان امین‌الدوله به عهده گرفته بود تقاضای فرستادن معلمی آشنا به تدریس به روش مدرن می‌کند. در جواب درخواست دریابیگی، وزارت معارف در نامهٔ خود به آقای شیخ محمد کازرونی که در آن زمان معلم مدرسه افتتاحیه تهران بود چنین می‌نویسد:
«چون جناب جلالت مآب، اجل اکرم، آقای دریابیگی امیرتومان، حکمران بنادر فارس -دام اقباله العالی- برای مدرسه مظفریه موسوم به سعادت که به مبارکی و میمنت در بندر بوشهر تأسیس و ایجاد نموده از انجمن معارف خواهش کرده بودند که یک نفر معلم به علم و اطلاع از تربیت تعلیم و تعلم به وضع جدید، خاصه از ترتیبات تحصیلات مدرسه افتتاحیه از انجمن معارف مأمور و روانه بوشهر شود لهذا جناب فضایل مآب آقا شیخ محمد حسین کازرونی که… از علوم عربیت و ادبیات و حکمت با اطلاع و از معلمین درجه اول مدرسه افتتاحیه است که از ابتدای مدرسه مزبوره در آن جا مشغول تدریس و از وضع و ترتیبات کماینبغی منحصر است برای این کار منتخب و با دستورالعمل لازم روانه مقصد گردید. امیدواریم در این خدمت به ملت و عالم انسانیت برطبق نیات مقدسه انجمن معارف رفتار نموده و به توفیقات الهی موفق گردد. ان شاءالله.»
"شیخ محمد حسین بوشهری (بعدها معروف به سعادت)" در مورد یک سری مخالفت‌ها با آموزش زبان‌های خارجی و تلاش احمدخان دریابیگی برای کسب موافقت مراجع تقلید آن دوره و استخدام معلم زبان خارجه در نوشتهٔ خود: "سالنامه فرهنگ جنوب" در سال ۱۳۳۷ ش می‌نویسد:
«از این رو پس از استفتا در روا بودن یا حرمت تحصیل زبان‌های خارجی از محضر حجج الاسلام مراجع تقلید آن زمان مانند آخوند ملا محمد کاظم خراسانی، حاج میرزا حسین حاج میرزا خلیل و آقا سید محمد کاظم یزدی و آقا شیخ عبدالله مازندرانی، دریابیگی، شاهزاده اسدالله میرزا را برای معلمی ریاضی و زبان فرانسه و انگلیسی از تهران استخدام و احضار نمود. (۱۱) در این زمان، آموزش زبان انگلیسی، رشد شتابانی یافت. جدول (۳) نشان می‌دهد که با گذشت زمان، کتب علمی انگلیسی زبان چاپ دهه ۱۸۷۰ به بعد بر کتب فرانسوی زبان چیرگی می‌یابند.»

#### عزل دریابیگی و برخورد حاکم جدید نظام السلطنه مافی با مدرسه سعادت
«با انفصال احمدخان دریابیگی، مدرسه با مشکلات مالی مواجه شد. حکمران جدید، سالار معظم رضاقلی خان نظام مافی که بعدها به نظام السلطنه ملقب شد، با اصرار آقایان یک مرتبه به مدرسه آمد. ترقیات شاگردان را مشاهده کرد و وعده اعانه داد ولی مایل به بقاء مدرسه و تربیت جدید نبود و بر خلاف اعمال خیرخواهانه دریابیگی، می‌خواست این چراغ هدایت را خاموش سازد. می‌گفت مدرسه جدید التاسیس را بفروشید و طلب معلمین را بدهید و مدرسه را منحل کنید و مردم به همان مکتب خانه‌های قدیم اکتفا کنند؛ لذا درآمد مدرسه کاستی گرفت و امور مالی آن سخت‌تر گردید.»

#### انتصاب مجدد دریابیگی و برخورد جدید وی با مدرسه سعادت
«هرچند احمدخان دریابیگی در سال ۱۳۲۰ ق از حکومت بوشهر منفصل گردید ولی چند سال بعد در سال ۱۳۲۵ ق (۱۲۸۶ ش) بنا به دستور محمدعلی شاه قاجار (پسر و جانشین مظفر الدین شاه) مجدداً حکمران بنادر شد. دریابیگی هنگامی که متوجه شد مدرسه با کسری بودجه مواجه است و ادامه حیات مدرسه –نهادی که خود را از مؤسسین آن می‌دانست- امکان‌پذیر نیست، موفق گردید با ابتکاری جدید بودجه مورد نیاز مدرسه را تأمین نماید. وی این بار نه تنها از تجار، بزرگان، متولیان شهر بلکه از کارگزاران انگلیسی در بوشهر برای دیدار و بازبینی از مدرسه و نظارت بر امتحان پایان دوره دعوت به عمل آورد. نتیجه کار بسیار رضایت بخش بود. حدود ۱۴ نفر از مقامات و بزرگان مبالغ هنگفتی را به شکل هدیه یا دائمی و مستمر به مدرسه اعانه کردند.»

#### امکان یافتن تحصیل برای فرزندان خوانین دشتی و تنگستان و منع گروگان‌گیری آن‌ها
"در سال ۱۳۲۵ ق احمدخان دریابیگی بار دیگر به امر محمدعلی شاه قاجار حکمران بنادر و جزایر خلیج فارس شد و به بوشهر آمد. حدود ۲ سال به حکمرانی بنادر پرداخت و از مدرسه سعادت که بنیان‌گذار آن بود سرپرستی می‌کرد و از خودش و دیگران برای اتمام ساختمان مدرسه همراهی و کمک کرد. در این هنگام خانهای دشتی و دشتستان که ترفیات علمی و فضایل معنوی دانشجویان مدرسه سعادت را مشاهده نمودند مایل و خواستار شدند فرزندان خود را برای تحصیل به بوشهر بفرستند، ولی ازآنجایی که حکمرانان بنادر به بهانه یا به واسطه ندادن حق حساب به فرمانروایان و کارگذاران دولت اولاد خانها را گرو می‌گرفتند از اعزام فرزندان خود به بوشهر به منظور تحصیل در مدرسه سعادت استنکاف، هیئت مدیره مدرسه به وزارت علوم و معارف عریضه‌ای به دربار قاجاریه فرستادند و تقاضای صدور حکم عمومیت گرو کشی فرزندان خانها که برای تحصیل به بوشهر می‌آیند صادر کرد. پی از مدتی دربار محمدعلی شاه حکم و فرمانی به نام دریابیگی حکمران بنادر صادر کرد.
پس از ابلاغ فرمان مذکور از تنگستان یک نفر از نوه‌های باقرخان تنگستانی به نام محمد باقراز بلوک انگالی دو نفر از فرزندان احمدخان انگالی و یک یا دو نفر از فرزندان شیخ حسین خان چاکوتاهی به مدرسه سعادت آمده به تحصیل سواد و تربیت و فضیلت پرداختند."

### دیدار رابیندرانات تاگور از مدرسه سعادت
در سال ۱۹۰۲ م رابیندرانات تاگور شاعر و فیلسوف برجستهٔ هندی برای اولین بار وارد ایران شد. وی از جمله از مدرسه سعادت بازدید نمود. در «مرجع جامع بوشهرشناسی» به تاریخ جمعه ۲۳ اسفند ۱۳۸۷ خ. می‌خوانیم:
«در یکی از روزها، مدرسه را به اصطلاح آب و جارو کردند. جنب و جوش و رفت و آمد فوق‌العاده‌ای به چشم می‌خورد و رئیس معارف و مدیر مدرسه و معلمین در سالن مدرسه که اداره مرکزی نامیده می‌شود، تشکیل جلسه دادند و دربارهٔ ورود یک شخصیت ممتاز و بنام علمی و ادبی که از راه دریا از هندوستان وارد بوشهر خواهد شد و به مدرسه خواهد آمد گفتگو و تبادل نظر می‌کردند. این شخصیت دینی، علمی، ادبی و فرهنگی و فیلسوف بلندآوازه، «تاگور» بود. سرانجام تاگور، این مرد شعر و ادب و فلسفه و این دانشمند بلندآوازه هندی در حالی که جنرال کنسول و کنسول بریتانیا در بندر بوشهر و میرزا احمد خان، امیر البحر دریابیگی و رؤسا و فرماندهان کشوری و لشکری این بندر وی را همراهی می‌کردند، وارد مدرسه سعادت ملی بندر بوشهر شد و از سوی رئیس معارف و مدیر مدرسه و معلمین مورد استقبال قرار گرفت. ابتدا به افتخار وی محصلین سرود خواندند، موزیک نواختند و در برابرش رژه رفتند. تاگور با خوشحالی و مسرت و با اشتیاق و علاقه به کلاس‌ها سرکشی کرد و به وسیلهٔ میرزا علی فرجاد خوان، صاحب منشی اول جنرال کنسولگری، با معلمین و محصلین به مذاکره پرداخت و صبت کرد و سپس در سالن بزرگ مدرسه که محل تئاتر، اجتماعات و سخنرانی‌ها بود به سخنرانی پرداخت و از بنیان‌گذاران و دست اندر کاران این مؤسسه فرهنگی برای ایجاد مدرسه متوسطه سعادت ملی بوشهر تشکر و قدر دانی کرد. از سوی جنرال کنسول به افتخار ورود تاگور به بوشهر و حضور در مدرسه هدایا و جوایزی به شاگردان اول و دوم کلاس‌های مدرسه اهداء شد. خاطره ورود تاگور به مدرسه سعادت در جراید آن روز تهران منعکس گردید و روزنامه فارسی‌زبان «حبل المتین» چاپ کلکته هندوستان نیز اخبار مفصلی در این باره به چاپ رساند و این خبر مهم مدت‌ها بر سر زبان‌ها و نقل محافل و مجالس بود.»

## اثرات مدرسه سعادت

### پرورش عده قابل توجهی از روشنفکران ایرانی
سید قاسم حسینی مورخ بوشهری در مقاله «بوشهر پایتخت فرهنگی بوشهر» می‌نویسد:
در سال ۱۳۱۷ هـ.. ق نیز «احمد خان دریابیگی» اولین مدرسه به سبک جدید در سر تا سر جنوب ایران و حوزه خلیج فارس را به نام «سعادت» در بوشهر تأسیس کرد. مدرسه‌ای که بیش از یک قرن است ده‌ها نفر سیاستمدار، شاعر، نویسنده، مورخ، محقق و دانشمند علوم انسانی از آن فارغ‌التحصیل شده و شعبه‌هایی از آن در برخی از کشورهای حوزه جنوبی خلیج فارس تأسیس شده‌است.

### آشنایی با انقلاب کبیر فرانسه، مشروطه خواهی و انگلیس زدایی
آنطور که دکتر مشایخی و اصفهانیان می‌گویند: «شاید یکی از اصلی‌ترین دلایل گرایش بوشهری‌ها به ادبیات مدرن و فرهنگ فرانسوی، تبلیغاتی بود که پیا سفیر فرانسه در بوشهر به مناسبت جنش انقلاب کبیر فرانسه از سال ۱۸۹۸ م/ ۱۳۰۷ ه‍.ق در این شهر به راه انداخت. از آن سال‌ها تا تقریباً آغاز جنگ جهانی اول، هر ساله طی مراسم باشکوهی با حضور رجال، فرهنگیان، تجار و دانش آموزان مدرسه سعادت، جشن پیروزی انقلاب فرانسه در بوشهر برگزار می‌شد. می‌توان حدس زد که زمینه فکری-فرهنگی مشروطه خواهی در گریز از استبداد از بطن همین جشن‌های سالانه فرانسوی‌ها در ذهن و ضمیر روشنفکران بوشهری پیدا شد. نکته جالب دیگر، مبارزه‌ای است که انگلیسی‌ها علیه انقلاب کبیر فرانسه در بوشهر به راه انداختند و همین امر باعث جلب توجه روشنفکران بوشهر به این انقلاب و آگاهی از آن شد. زیرا مردم بوشهر و به ویژه روشنفکران این شهر خصومت شدیدی نسبت به انگلیسی‌ها داشتند.»

### آینده نگری در مدرسه سعادت
دکتر ایرج نبی پور عضو انجمن دوستداران میراث فرهنگی در بوشهر و خلیج فارس می‌نویسد:
«درمدرسه سعادت بوشهر نیز که همسنگ دارالفنون تهران بود تلاشی صورت گرفت که آن را به یک کالج تخصصی ارتقاء دهند. سند با ارزشی در آرشیو سری اسناد مدرسه سعادت است که نشان می‌دهد تلاشی برای آموزش پزشکی در مدرسه سعادت نیز به انجام رسیده‌است. همچنانکه در دارالفنون، طب پس از یک سال آموزش تئوری به صورت بالینی در بیمارستان آموزش می‌دادند. اکنون در آرشیو تاریخی کتابخانه مدرسه سعادت، ۳۶ جلد کتاب تخصصی علوم پزشکی در زمینه بیماری‌های داخلی، جراحی، زنان و زایمان، چشم پزشکی، آناتومی، فیزیولوژی، پاتولوژی و بیوشیمی بالینی موجود است که ۳۱ جلد از این کتب به زبان فرانسه بوده که در سال‌های ۱۸۲۳ الی ۱۸۷۵ میلادی در پاریس به چاپ رسیده‌اند. از این رو، شهر بوشهر نیز در راستای تأسیس نهادهای آموزش پزشکی مدرن نیز پیشرو بوده‌است.»

## روز بوشهر و قدر دانی مردم از مدرسه سعادت و مؤسسین و معلمین آن
اینک چند سالیست که سالروز تأسیس مدرسه سعادت به عنوان روز بوشهر جشن گرفته می‌شود.